# Loutro (Sfakia)

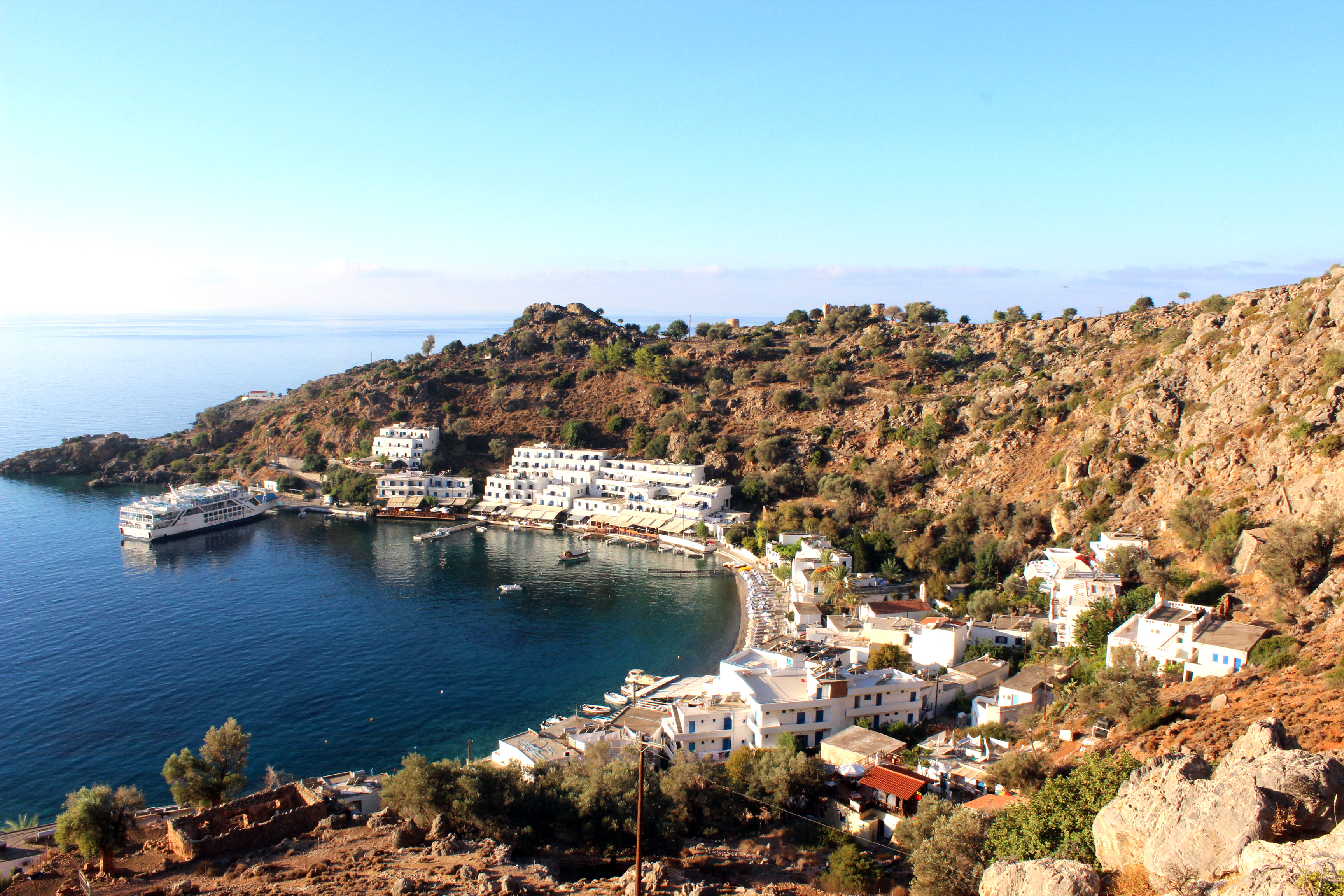
Blick auf Loutro

Loutro (griechisch Λουτρό [luˈtrɔ] (n. sg.)) ist ein Dorf in der Gemeinde Sfakia an der Südwestküste der Insel Kreta. Der malerisch am Fuß steil aufragender Küstenberge gelegene autofreie Ort zieht heute neben Individualtouristen auch Pauschalgäste an. Der größte Teil davon nutzt den Ort als Ausgangspunkt für Wanderungen.

## Geografische Lage und Verkehrswege
Loutro gehört zur Kinotita Anopoli. Der in eine sichelförmige Bucht eingepasste Ort liegt zwischen Chora Sfakion und Agia Roumeli am Fuße der Weißen Berge. Es hat bis heute keine Straßenverbindung. Die Fähren der Anendyk-Linie, die die Touristen aus der Samaria-Schlucht zum Busbahnhof in Chora Sfakion bringen, fahren das Dorf im Sommer regelmäßig an, in der Hochsaison mehrmals täglich. Von Juli bis September verkehren zudem Taxiboote zu den nahe gelegenen Stränden Glyka Nera im Osten (1 Stunde Fußweg) und Marmara (1,5 Stunden Fußweg) im Westen. Außerdem ist Loutro über den Europäischen Fernwanderweg E 4 zu Fuß zu erreichen. Man wandert in 2 Stunden bis Chora Sfakion und in 6 Stunden bis Agia Roumeli. Ein Anfang des Jahrtausends restaurierter Kalderimi führt in Serpentinen nach Anopoli auf der gleichnamigen Hochebene in knapp 700 m Höhe (Aufstieg ca. 2, Abstieg ca. 1,5 Stunden). Von Anopoli ist der weitere Aufstieg auf den Pachnes möglich.

## Geschichte

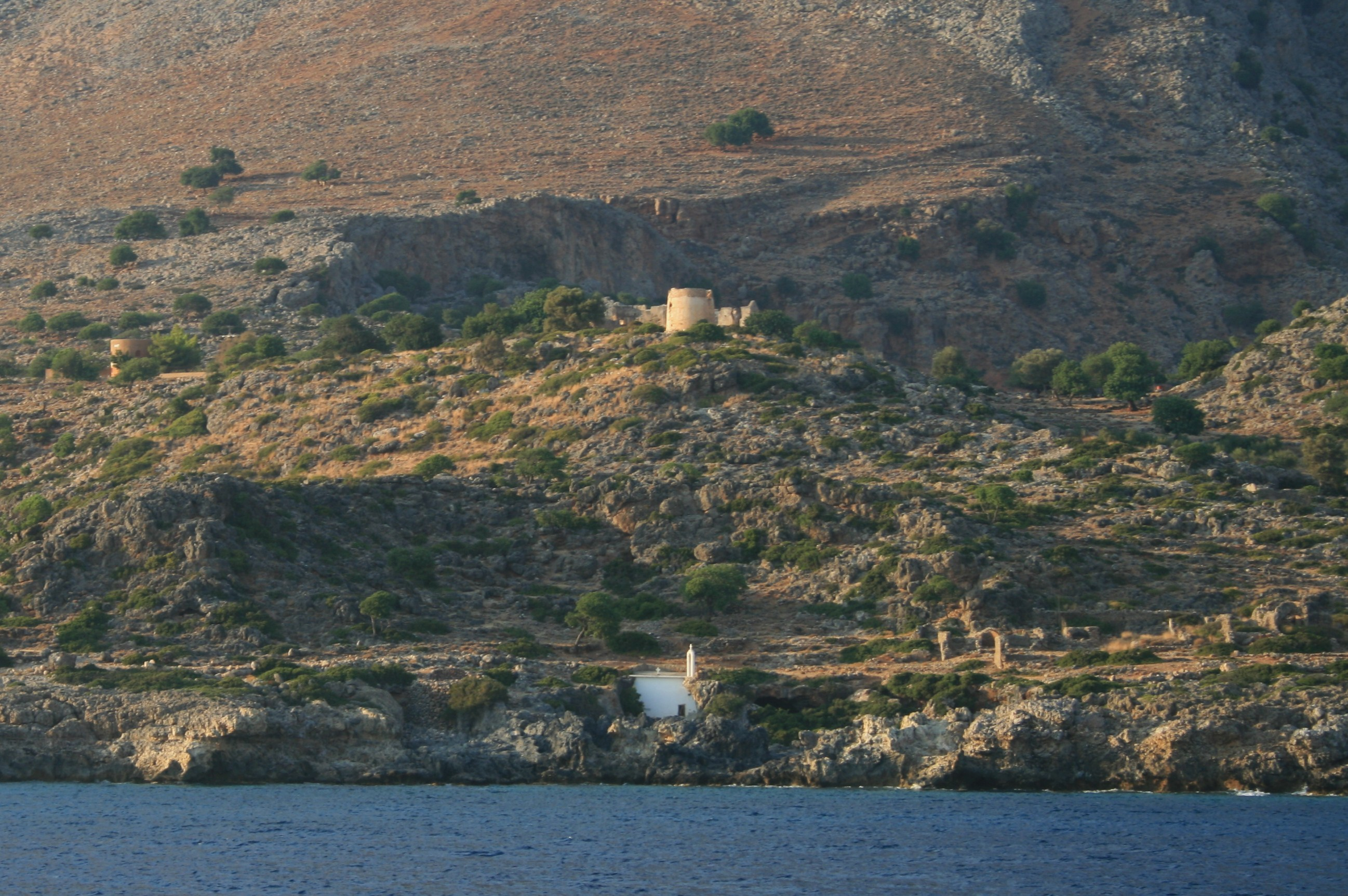
Felsenkirche und Siedlungsspuren am Kap Mouri

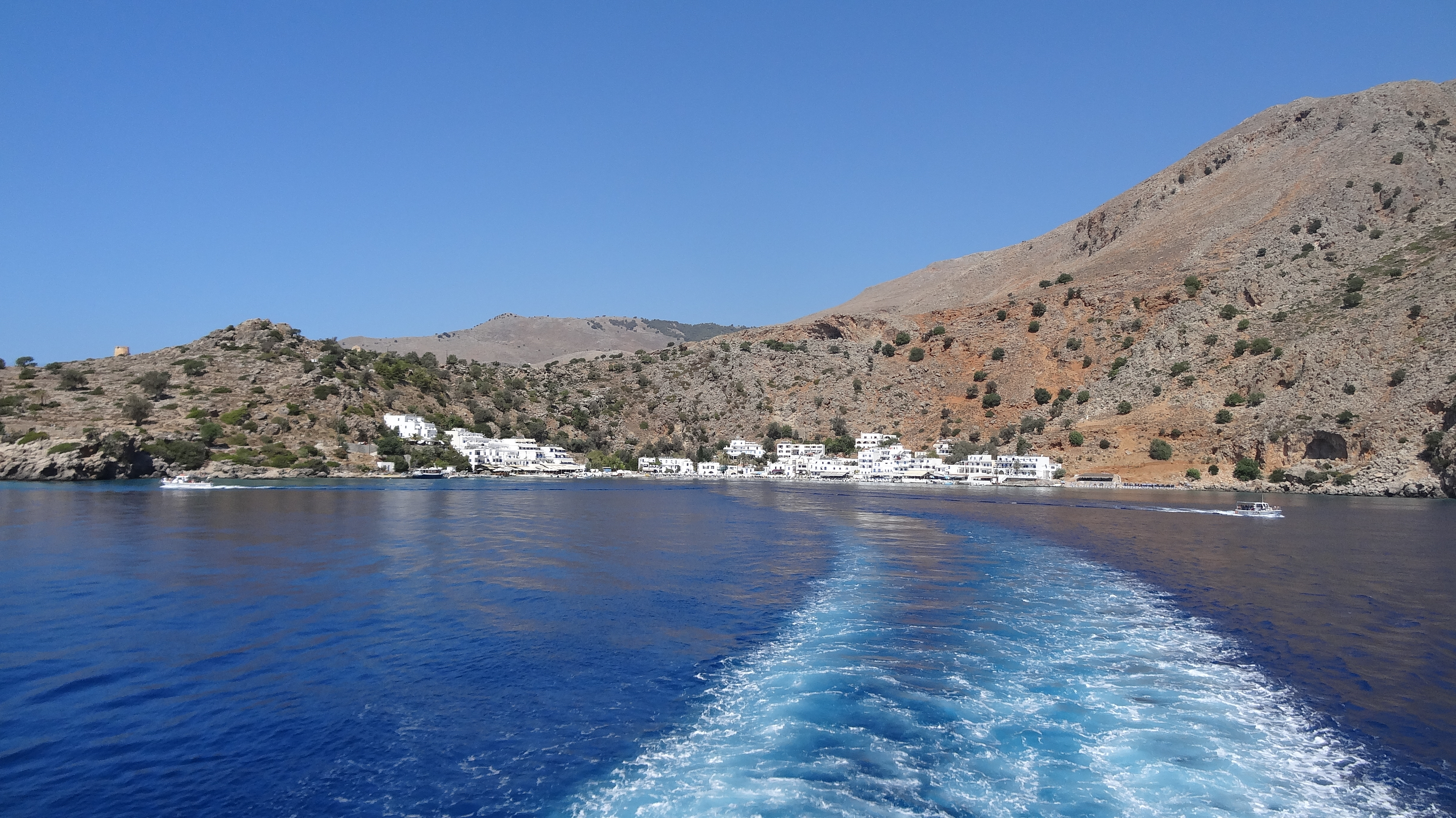
Blick auf Loutro von der Fähre

Loutro liegt im Bereich der antiken Hafenstadt Phoinix, in der der Apostel Paulus um 60 n. Chr. auf seinem Weg nach Rom überwintern wollte, nachdem er von Kali Limenes aus aufgebrochen war (Apostelgeschichte 27,12 ). Finix, der Ort in der westlichen Nachbarbucht, ist nach dem antiken Phoinix benannt. Das Kap Mouri, die Landzunge zwischen den beiden Orten, war mit seinen vorgelagerten Inselchen auch für Piraten und danach für venezianische und osmanische Eroberer ein wichtiger Stützpunkt. Die venezianischen und türkischen Befestigungen sind auf Kap Mouri zum Teil erhalten. Außerdem finden sich dort Siedlungsreste.
Bei archäologischen Ausgrabungen kamen Steinwerkzeuge aus dem Alt- und Mittelpaläolithikum zu Tage.

## Wirtschaft und Tourismus
Seit den 1970er-Jahren hat das Dorf einen enormen touristischen Aufschwung erlebt. Zwar ist der ehemalige Fischerort von Ende Oktober bis Mitte März fast unbewohnt, dafür im Sommer umso trubeliger. Alle Häuser im Dorf werden touristisch genutzt. Die meisten der zahlreichen Tavernen und Hotels sind in der Hand weniger sfakiotischer Familien. Außerdem gibt es zwei kleine Supermärkte, ein Periptero und mehrere kleine Mode- und Schmuckläden.
Im Frühjahr und Herbst sind es vor allem Individual- und Wandertouristen, die von Loutro aus Wanderungen nach Anopoli, in die Aradena-Schlucht und Samaria-Schlucht oder in die Weißen Berge unternehmen. Seit den 1990er-Jahren kann Loutro auch pauschal gebucht werden, was vor allem britische und deutsche Gäste während der gesamten Saison rege nutzen.